# Thysanomitrion consociatum
Thysanomitrion consociatum là một loài Rêu trong họ Dicranaceae. Loài này được (Thér.) Broth. miêu tả khoa học đầu tiên năm 1924.